# Lista de espécies de Chaetodon

## Espécies aceitas
Em fevereiro de 2013:
1. Chaetodon adiergastos Seale, 1910
2. Chaetodon andamanensis Kuiter & Debelius, 1999
3. Chaetodon argentatus Smith & Radcliffe, 1911
4. Chaetodon assarius Waite, 1905
5. Chaetodon aureofasciatus Macleay, 1878
6. Chaetodon auriga Forsskål, 1775
7. Chaetodon auripes Jordan & Snyder, 1901
8. Chaetodon austriacus Rüppell, 1836
9. Chaetodon baronessa Cuvier, 1829
10. Chaetodon bennetti Cuvier, 1831
11. Chaetodon blackburnii Desjardins, 1836
12. Chaetodon burgessi Allen & Starck, 1973
13. Chaetodon capistratus Linnaeus, 1758
14. Chaetodon citrinellus Cuvier, 1831
15. Chaetodon collare Bloch, 1787
16. Chaetodon daedalma Jordan & Fowler, 1902
17. Chaetodon declivis Randall, 1975
18. Chaetodon decussatus Cuvier, 1829
19. Chaetodon dialeucos Salm & Mee, 1989
20. Chaetodon dolosus Ahl, 1923
21. Chaetodon ephippium Cuvier, 1831
22. Chaetodon falcula Bloch, 1795
23. Chaetodon fasciatus Forsskål, 1775
24. Chaetodon flavirostris Günther, 1874
25. Chaetodon flavocoronatus Myers, 1980
26. Chaetodon fremblii Bennett, 1828
27. Chaetodon gardineri Norman, 1939
28. Chaetodon guentheri Ahl, 1923
29. Chaetodon guttatissimus Bennett, 1833
30. Chaetodon hoefleri Steindachner, 1881
31. Chaetodon humeralis Günther, 1860
32. Chaetodon interruptus Ahl, 1923
33. Chaetodon kleinii Bloch, 1790
34. Chaetodon larvatus Cuvier, 1831
35. Chaetodon leucopleura Playfair, 1867
36. Chaetodon lineolatus Cuvier, 1831
37. Chaetodon litus Randall & Caldwell, 1973
38. Chaetodon lunula (Lacepède, 1802)
39. Chaetodon lunulatus Quoy & Gaimard, 1825
40. Chaetodon madagaskariensis Ahl, 1923
41. Chaetodon marleyi Regan, 1921
42. Chaetodon melannotus Bloch & Schneider, 1801
43. Chaetodon melapterus Guichenot, 1863
44. Chaetodon mertensii Cuvier, 1831
45. Chaetodon mesoleucos Forsskål, 1775
46. Chaetodon meyeri Bloch & Schneider, 1801
47. Chaetodon miliaris Quoy & Gaimard, 1825
48. Chaetodon mitratus Günther, 1860
49. Chaetodon modestus Temminck & Schlegel, 1844
50. Chaetodon multicinctus Garrett, 1863
51. Chaetodon nigropunctatus Sauvage, 1880
52. Chaetodon nippon Steindachner & Döderlein, 1883
53. Chaetodon ocellatus Bloch, 1787
54. Chaetodon ocellicaudus Cuvier, 1831
55. Chaetodon octofasciatus Bloch, 1787
56. Chaetodon ornatissimus Cuvier, 1831
57. Chaetodon oxycephalus Bleeker, 1853
58. Chaetodon paucifasciatus Ahl, 1923
59. Chaetodon pelewensis Kner, 1868
60. Chaetodon pictus Forsskål, 1775
61. Chaetodon plebeius Cuvier, 1831
62. Chaetodon punctatofasciatus Cuvier, 1831
63. Chaetodon quadrimaculatus Gray, 1831
64. Chaetodon rafflesii Anonymous [Bennett], 1830
65. Chaetodon rainfordi McCulloch, 1923
66. Chaetodon reticulatus Cuvier, 1831
67. Chaetodon robustus Günther, 1860
68. Chaetodon sanctaehelenae Günther, 1868
69. Chaetodon sedentarius Poey, 1860
70. Chaetodon selene Bleeker, 1853
71. Chaetodon semeion Bleeker, 1855
72. Chaetodon semilarvatus Cuvier, 1831
73. Chaetodon smithi Randall, 1975
74. Chaetodon speculum Cuvier, 1831
75. Chaetodon striatus Linnaeus, 1758
76. Chaetodon tinkeri Schultz, 1951
77. Chaetodon triangulum Cuvier, 1831
78. Chaetodon trichrous Günther, 1874
79. Chaetodon tricinctus Waite, 1901
80. Chaetodon trifascialis Quoy & Gaimard, 1825
81. Chaetodon trifasciatus Park, 1797
82. Chaetodon ulietensis Cuvier, 1831
83. Chaetodon unimaculatus Bloch, 1787
84. Chaetodon vagabundus Linnaeus, 1758
85. Chaetodon wiebeli Kaup, 1863
86. Chaetodon xanthocephalus Bennett, 1833
87. Chaetodon xanthurus Bleeker, 1857
88. Chaetodon zanzibarensis Playfair, 1867

## Sinônimos
Em fevereiro de 2013:
1. Chaetodon abhortani Cuvier, 1831 = Chaetodon melannotus Bloch & Schneider, 1801
2. Chaetodon aculeatus (Poey, 1860) = Prognathodes aculeatus (Poey, 1860)
3. Chaetodon acuminatus Linnaeus, 1758 = Heniochus acuminatus (Linnaeus, 1758)
4. Chaetodon alepidotus Linnaeus, 1766 = Peprilus paru (Linnaeus, 1758)
5. Chaetodon altipinnis Cadenat, 1951 = Prognathodes marcellae (Poll, 1950)
6. Chaetodon annularis Bloch, 1787 = Pomacanthus annularis (Bloch, 1787)
7. Chaetodon aphrodite Ogilby, 1889 = Chaetodon flavirostris Günther, 1874
8. Chaetodon arcuanus Gmelin, 1789 = Dascyllus aruanus (Linnaeus, 1758)
9. Chaetodon arcuatus Linnaeus, 1758 = Pomacanthus arcuatus (Linnaeus, 1758)
10. Chaetodon argenteus Linnaeus, 1758 = Monodactylus argenteus (Linnaeus, 1758)
11. Chaetodon argus Linnaeus, 1766 = Scatophagus argus (Linnaeus, 1766)
12. Chaetodon armatus White, 1790 = Enoplosus armatus (White, 1790)
13. Chaetodon aruanus Linnaeus, 1758 = Dascyllus aruanus (Linnaeus, 1758)
14. Chaetodon asfur Forsskål, 1775 = Pomacanthus asfur (Forsskål, 1775)
15. Chaetodon atromaculatus Bennett, 1830 = Scatophagus argus (Linnaeus, 1766)
16. Chaetodon aureus Bloch, 1787 = Pomacanthus paru (Bloch, 1787)
17. Chaetodon aureus Molina, 1782 = Amphichaetodon melbae Burgess & Caldwell, 1978
18. Chaetodon aureus Temminck & Schlegel, 1842 = Chaetodon auripes Jordan & Snyder, 1901
19. Chaetodon auriga setifier (Bloch, 1795) = Chaetodon auriga Forsskål, 1775
20. Chaetodon auromarginatus Bliss, 1883 = Chaetodon xanthocephalus Bennett, 1833
21. Chaetodon aurora De Vis, 1885 = Chaetodon ulietensis Cuvier, 1831
22. Chaetodon aya Jordan, 1886 = Prognathodes aya (Jordan, 1886)
23. Chaetodon bellamaris Seale, 1914 = Chaetodon wiebeli Kaup, 1863
24. Chaetodon bellulus Thiollière, 1857 = Chaetodon kleinii Bloch, 1790
25. Chaetodon bellus Solander, 1839 = Chaetodon trifasciatus Park, 1797
26. Chaetodon bengalensis Bloch, 1787 = Abudefduf bengalensis (Bloch, 1787)
27. Chaetodon biaculeatus Bloch, 1790 = Premnas biaculeatus (Bloch, 1790)
28. Chaetodon bicolor Bloch, 1787 = Centropyge bicolor (Bloch, 1787)
29. Chaetodon bifascialis Cuvier, 1829 = Chaetodon trifascialis Quoy & Gaimard, 1825
30. Chaetodon bifasciatus Forsskål, 1775 = Acanthopagrus bifasciatus (Forsskål, 1775)
31. Chaetodon bifasciatus Shaw, 1803 = Heniochus acuminatus (Linnaeus, 1758)
32. Chaetodon bimaculatus Bloch, 1790 = Chaetodon ocellatus Bloch, 1787
33. Chaetodon biocellatus Cuvier, 1831 = Chaetodon lunula (Lacepède, 1802)
34. Chaetodon bricei Smith, 1898 = Chaetodon capistratus Linnaeus, 1758
35. Chaetodon brownriggii Bennett, 1828 = Chrysiptera brownriggii (Bennett, 1828)
36. Chaetodon canaliculatus Park, 1797 = Siganus canaliculatus (Park, 1797)
37. Chaetodon canescens Linnaeus, 1758 = Zanclus cornutus (Linnaeus, 1758)
38. Chaetodon carens Seale, 1910 = Chaetodon nippon Steindachner & Döderlein, 1883
39. Chaetodon caris Hamilton, 1822 = Etroplus suratensis (Bloch, 1790)
40. Chaetodon chilensis Gmelin, 1789 = Amphichaetodon melbae Burgess & Caldwell, 1978
41. Chaetodon chinensis Bloch, 1790 = Macropodus opercularis (Linnaeus, 1758)
42. Chaetodon chirurgus Bloch, 1787 = Acanthurus chirurgus (Bloch, 1787)
43. Chaetodon chrysozonus Cuvier, 1831 = Coradion chrysozonus (Cuvier, 1831)
44. Chaetodon chrysurus Desjardins, 1834 = Chaetodon madagaskariensis Ahl, 1923
45. Chaetodon chrysurus madagaskariensis Ahl, 1923 = Chaetodon madagaskariensis Ahl, 1923
46. Chaetodon chrysurus paucifasciatus Ahl, 1923 = Chaetodon paucifasciatus Ahl, 1923
47. Chaetodon ciliaris Linnaeus, 1758 = Holacanthus ciliaris (Linnaeus, 1758)
48. Chaetodon cingulatus Fowler, 1934 = Chaetodon kleinii Bloch, 1790
49. Chaetodon citrinellus semipunctatus Ahl, 1923 = Chaetodon citrinellus Cuvier, 1831
50. Chaetodon collare duplicicollis Ahl, 1923 = Chaetodon collare Bloch, 1787
51. Chaetodon collare knerii Ahl, 1923 = Chaetodon wiebeli Kaup, 1863
52. Chaetodon consuelae Mowbray, 1928 = Chaetodon striatus Linnaeus, 1758
53. Chaetodon corallicola Snyder, 1904 = Chaetodon kleinii Bloch, 1790
54. Chaetodon cordiformis Thiollière, 1857 = Chaetodon plebeius Cuvier, 1831
55. Chaetodon cornutus Linnaeus, 1758 = Zanclus cornutus (Linnaeus, 1758)
56. Chaetodon couaga Lacepède, 1802 = Acanthurus triostegus (Linnaeus, 1758)
57. Chaetodon curacao Bloch, 1787 = Amblyglyphidodon curacao (Bloch, 1787)
58. Chaetodon dahli Ahl, 1923 = Chaetodon rafflesii Anonymous [Bennett], 1830
59. Chaetodon dayi Ahl, 1923 = Chaetodon xanthocephalus Bennett, 1833
60. Chaetodon decipiens Ahl, 1923 = Chaetodon nippon Steindachner & Döderlein, 1883
61. Chaetodon decoratus Ahl, 1923 = Chaetodon semeion Bleeker, 1855
62. Chaetodon desmotes (Jordan & Fowler, 1902) = Chaetodon modestus Temminck & Schlegel, 1844
63. Chaetodon diacanthus Boddaert, 1772 = Pygoplites diacanthus (Boddaert, 1772)
64. Chaetodon dichrous Günther, 1869 = Prognathodes dichrous (Günther, 1869)
65. Chaetodon dixoni Regan, 1904 = Chaetodon mertensii Cuvier, 1831
66. Chaetodon dizoster Valenciennes, 1831 = Chaetodon falcula Bloch, 1795
67. Chaetodon dorsalis Rüppell, 1829 = Chaetodon melannotus Bloch & Schneider, 1801
68. Chaetodon dorsiocellatus Ahl, 1923 = Chaetodon auripes Jordan & Snyder, 1901
69. Chaetodon dorsiocellatus Ahl, 1923 = Chaetodon flavirostris Günther, 1874
70. Chaetodon enceladus Shaw, 1791 = Chelmon rostratus (Linnaeus, 1758)
71. Chaetodon eques Steindachner, 1903 = Prognathodes aya (Jordan, 1886)
72. Chaetodon excelsa (Jordan, 1921) = Roa excelsa (Jordan, 1921)
73. Chaetodon faber Broussonet, 1782 = Chaetodipterus faber (Broussonet, 1782)
74. Chaetodon falcifer Hubbs & Rechnitzer, 1958 = Prognathodes falcifer (Hubbs & Rechnitzer, 1958)
75. Chaetodon fallax Ahl, 1923 = Chaetodon auripes Jordan & Snyder, 1901
76. Chaetodon flavescens Bennett, 1831 = Chaetodon kleinii Bloch, 1790
77. Chaetodon melanopus Cuvier, 1831 = Coradion melanopus (Cuvier, 1831)
78. Chaetodon flavus Bloch & Schneider, 1801 = Chaetodon fasciatus Forsskål, 1775
79. Chaetodon fowleri Klausewitz, 1955 = Chaetodon collare Bloch, 1787
80. Chaetodon frenatus Fowler, 1935 = Chaetodon wiebeli Kaup, 1863
81. Chaetodon garnoti Lesson, 1831 = Chaetodon ephippium Cuvier, 1831
82. Chaetodon germanus De Vis, 1884 = Chaetodon pelewensis Kner, 1868
83. Chaetodon goniodes Woods, 1961 = Prognathodes guyanensis (Durand, 1960)
84. Chaetodon gracilis Günther, 1860 = Chaetodon sedentarius Poey, 1860
85. Chaetodon guezei Maugé & Bauchot, 1976 = Prognathodes guezei (Maugé & Bauchot, 1976)
86. Chaetodon guttatus Bloch, 1787 = Siganus guttatus (Bloch, 1787)
87. Chaetodon guttatus Gronow, 1854 = Coradion chrysozonus (Cuvier, 1831)
88. Chaetodon guyanensis Durand, 1960 = Prognathodes guyanensis (Durand, 1960)
89. Chaetodon guyotensis Yamamoto & Tameka, 1982 = Prognathodes guyotensis (Yamamoto & Tameka, 1982)
90. Chaetodon hadjan Bloch & Schneider, 1801 = Chaetodon mesoleucos Forsskål, 1775
91. Chaetodon hemichrysus Burgess & Randall, 1978 = Chaetodon smithi Randall, 1975
92. Chaetodon howensis Waite, 1903 = Amphichaetodon howensis (Waite, 1903)
93. Chaetodon imperator Bloch, 1787 = Pomacanthus imperator (Bloch, 1787)
94. Chaetodon jayakari Norman, 1939 = Roa jayakari (Norman, 1939)
95. Chaetodon karraf Cuvier, 1831 = Chaetodon larvatus Cuvier, 1831
96. Chaetodon klunzingeri Kossman & Räuber, 1876 = Chaetodon austriacus Rüppell, 1836
97. Chaetodon labiatus Cuvier, 1831 = Coradion chrysozonus (Cuvier, 1831)
98. Chaetodon lanceolatus Linnaeus, 1758 = Equetus lanceolatus (Linnaeus, 1758)
99. Chaetodon layardi Blyth, 1852 = Chaetodon trifasciatus Park, 1797
100. Chaetodon leachii Cuvier, 1831 = Chaetodon trifascialis Quoy & Gaimard, 1825
101. Chaetodon leucopygus Ahl, 1923 = Chaetodon leucopleura Playfair, 1867
102. Chaetodon lineatus Linnaeus, 1758 = Acanthurus lineatus (Linnaeus, 1758)
103. Chaetodon littoricola Poey, 1868 = Pomacanthus arcuatus (Linnaeus, 1758)
104. Chaetodon longimanus Bloch & Schneider, 1801 = Drepane longimana (Bloch & Schneider, 1801)
105. Chaetodon longirostris Broussonet, 1782 = Forcipiger longirostris (Broussonet, 1782)
106. Chaetodon luciae Rochebrune, 1880 = Chaetodon robustus Günther, 1860
107. Chaetodon lunaris Gronow, 1854 = Chaetodon auriga Forsskål, 1775
108. Chaetodon lunatus Cuvier, 1831 = Chaetodon lineolatus Cuvier, 1831
109. Chaetodon lunulatus Shaw, 1803 = Chaetodon lunula (Lacepède, 1802)
110. Chaetodon luridus Cuvier, 1830 = Abudefduf luridus (Cuvier, 1830)
111. Chaetodon lutescens Bonnaterre, 1788 = Pomacanthus arcuatus (Linnaeus, 1758)
112. Chaetodon lydiae Curtiss, 1938 = Chaetodon ornatissimus Cuvier, 1831
113. Chaetodon macrolepidotus Linnaeus, 1758 = Heniochus acuminatus (Linnaeus, 1758)
114. Chaetodon maculatus Bloch, 1795 = Etroplus maculatus (Bloch, 1795)
115. Chaetodon maculatus Sauvage, 1891 = Chaetodon guttatissimus Bennett, 1833
116. Chaetodon maculosus Forsskål, 1775 = Pomacanthus maculosus (Forsskål, 1775)
117. Chaetodon mantelliger Jenkins, 1901 = Chaetodon miliaris Quoy & Gaimard, 1825
118. Chaetodon marcellae Poll, 1950 = Prognathodes marcellae (Poll, 1950)
119. Chaetodon marginatus Bloch, 1787 = Abudefduf saxatilis (Linnaeus, 1758)
120. Chaetodon marginatus Cuvier, 1831 = Chaetodon melannotus Bloch & Schneider, 1801
121. Chaetodon mata Cuvier, 1829 = Acanthurus mata (Cuvier, 1829)
122. Chaetodon mauritii Bloch, 1787 = Abudefduf saxatilis (Linnaeus, 1758)
123. Chaetodon melammystax Bloch & Schneider, 1801 = Chaetodon kleinii Bloch, 1790
124. Chaetodon melanopoma Playfair, 1867 = Chaetodon semilarvatus Cuvier, 1831
125. Chaetodon melanopterus Playfair, 1867 = Chaetodon melapterus Guichenot, 1863
126. Chaetodon melanotus Bloch & Schneider, 1801 = Chaetodon melannotus Bloch & Schneider, 1801
127. Chaetodon melanotus Cuvier, 1831 = Chaetodon melannotus Bloch & Schneider, 1801
128. Chaetodon melastomus Bloch & Schneider, 1801 = Chaetodon kleinii Bloch, 1790
129. Chaetodon mendoncae Smith, 1953 = Chaetodon dolosus Ahl, 1923
130. Chaetodon mesogallicus Cuvier, 1829 = Chaetodon vagabundus Linnaeus, 1758
131. Chaetodon mesoleucus Bloch, 1787 = Chaetodontoplus mesoleucus (Bloch, 1787)
132. Chaetodon meta Cuvier, 1829 = Acanthurus mata (Cuvier, 1829)
133. Chaetodon monodactylus Carmichael, 1819 = Nemadactylus monodactylus (Carmichael, 1819)
134. Chaetodon mulsanti Thiollière, 1857 = Chaetodon ephippium Cuvier, 1831
135. Chaetodon mycteryzans Gronow, 1854 = Heniochus acuminatus (Linnaeus, 1758)
136. Chaetodon nesogallicus Cuvier, 1829 = Chaetodon vagabundus Linnaeus, 1758
137. Chaetodon nicobariensis Bloch & Schneider, 1801 = Pomacanthus imperator (Bloch, 1787)
138. Chaetodon nigricans Linnaeus, 1758 = Acanthurus nigricans (Linnaeus, 1758)
139. Chaetodon nigripes De Vis, 1884 = Chaetodon citrinellus Cuvier, 1831
140. Chaetodon nigripinnatus Desjardins, 1836 = Chaetodon xanthocephalus Bennett, 1833
141. Chaetodon nigripinnis Peters, 1855 = Chaetodon xanthocephalus Bennett, 1833
142. Chaetodon nigrofuscus Forsskål, 1775 = Acanthurus nigrofuscus (Forsskål, 1775)
143. Chaetodon nigrofuscus gahhm Forsskål, 1775 = Acanthurus gahhm (Forsskål, 1775)
144. Chaetodon notophthalmus Ahl, 1923 = Chaetodon marleyi Regan, 1921
145. Chaetodon obliquus Lubbock & Edwards, 1980 = Prognathodes obliquus (Lubbock & Edwards, 1980)
146. Chaetodon obscurus Boulenger, 1888 = Chaetodon nigropunctatus Sauvage, 1880
147. Chaetodon ocellifer Franz, 1910 = Chaetodon speculum Cuvier, 1831
148. Chaetodon octolineatus Gronow, 1854 = Chaetodon octofasciatus Bloch, 1787
149. Chaetodon oligacanthus Bleeker, 1850 = Parachaetodon ocellatus (Cuvier, 1831)
150. Chaetodon orbicularis Forsskål, 1775 = Platax orbicularis (Forsskål, 1775)
151. Chaetodon orbis Bloch, 1787 = Ephippus orbis (Bloch, 1787)
152. Chaetodon ornatissimus kaupi Ahl, 1923 = Chaetodon ornatissimus Cuvier, 1831
153. Chaetodon ornatus Gray, 1831 = Chaetodon ornatissimus Cuvier, 1831
154. Chaetodon ovalis Thiollière, 1857 = Chaetodon trifasciatus Park, 1797
155. Chaetodon pairatalis Hamilton, 1822 = Scatophagus argus (Linnaeus, 1766)
156. Chaetodon parallelus Gronow, 1854 = Chaetodon collare Bloch, 1787
157. Chaetodon parrae Bloch & Schneider, 1801 = Holacanthus ciliaris (Linnaeus, 1758)
158. Chaetodon paru Bloch, 1787 = Pomacanthus paru (Bloch, 1787)
159. Chaetodon pavo Bloch, 1787 = Pomacentrus pavo (Bloch, 1787)
160. Chaetodon pelewensis germanus De Vis, 1884 = Chaetodon pelewensis Kner, 1868
161. Chaetodon pepek Montrouzier, 1857 = Chaetodon trifasciatus Park, 1797
162. Chaetodon pinnatus Linnaeus, 1758 = Platax pinnatus (Linnaeus, 1758)
163. Chaetodon polylepis Bleeker, 1857 = Hemitaurichthys polylepis (Bleeker, 1857)
164. Chaetodon praetextatus Cantor, 1849 = Chaetodon collare Bloch, 1787
165. Chaetodon princeps Cuvier, 1831 = Chaetodon rafflesii Anonymous [Bennett], 1830
166. Chaetodon principalis Cuvier, 1829 = Chaetodon ephippium Cuvier, 1831
167. Chaetodon punctatolineatus Gronow, 1854 = Chaetodon punctatofasciatus Cuvier, 1831
168. Chaetodon punctatus Linnaeus, 1758 = Drepane punctata (Linnaeus, 1758)
169. Chaetodon punctofasciatus Cuvier, 1831 = Chaetodon punctatofasciatus Cuvier, 1831
170. Chaetodon punctulatus Ahl, 1923 = Chaetodon guentheri Ahl, 1923
171. Chaetodon quadrifasciatus Sevastianoff, 1809 = Datnioides polota (Hamilton, 1822)
172. Chaetodon quinquecinctus Cuvier, 1829 = Pomacanthus arcuatus (Linnaeus, 1758)
173. Chaetodon reinwardti Günther, 1860 = Chaetodon melannotus Bloch & Schneider, 1801
174. Chaetodon rhombeus Bloch & Schneider, 1801 = Monodactylus sebae (Cuvier, 1829)
175. Chaetodon rostratus Linnaeus, 1758 = Chelmon rostratus (Linnaeus, 1758)
176. Chaetodon rotundus Linnaeus, 1758 = Abudefduf septemfasciatus (Cuvier, 1830)
177. Chaetodon sanctaehelena uniformis Ahl, 1923 = Chaetodon sanctaehelenae Günther, 1868
178. Chaetodon sargoides Lacepède, 1802 = Abudefduf saxatilis (Linnaeus, 1758)
179. Chaetodon satifer Bloch, 1795 = Chaetodon auriga Forsskål, 1775
180. Chaetodon saxatilis Linnaeus, 1758 = Abudefduf saxatilis (Linnaeus, 1758)
181. Chaetodon sebae Cuvier, 1831 = Chaetodon rafflesii Anonymous [Bennett], 1830
182. Chaetodon sebanus Cuvier, 1831 = Chaetodon auriga Forsskål, 1775
183. Chaetodon setifer Bloch, 1795 = Chaetodon auriga Forsskål, 1775
184. Chaetodon setifer hawaiiensis Borodin, 1930 = Chaetodon vagabundus Linnaeus, 1758
185. Chaetodon sexfasciatus Richardson, 1842 = Tilodon sexfasciatus (Richardson, 1842)
186. Chaetodon sohal Forsskål, 1775 = Acanthurus sohal (Forsskål, 1775)
187. Chaetodon sohar (Forsskål, 1775) = Acanthurus sohal (Forsskål, 1775)
188. Chaetodon sordidus Forsskål, 1775 = Abudefduf sordidus (Forsskål, 1775)
189. Chaetodon sphenospilus Jenkins, 1901 = Chaetodon unimaculatus Bloch, 1787
190. Chaetodon spilopleura Cuvier, 1831 = Chaetodon speculum Cuvier, 1831
191. Chaetodon squamulosus Shaw, 1796 = Holacanthus ciliaris (Linnaeus, 1758)
192. Chaetodon striangulus Cuvier, 1831 = Chaetodon trifascialis Quoy & Gaimard, 1825
193. Chaetodon striatus albipinnis Ahl, 1923 = Chaetodon striatus Linnaeus, 1758
194. Chaetodon striatus dorsimacula Ahl, 1923 = Chaetodon striatus Linnaeus, 1758
195. Chaetodon strigangulus Cuvier, 1831 = Chaetodon trifascialis Quoy & Gaimard, 1825
196. Chaetodon strigangulus Lay & Bennett, 1839 = Chaetodon trifascialis Quoy & Gaimard, 1825
197. Chaetodon strigatus Cuvier, 1831 = Microcanthus strigatus (Cuvier, 1831)
198. Chaetodon superbus Broussonet, 1831 = Chaetodon reticulatus Cuvier, 1831
199. Chaetodon superbus Lesson, 1831 = Chaetodon reticulatus Cuvier, 1831
200. Chaetodon suratensis Bloch, 1790 = Etroplus suratensis (Bloch, 1790)
201. Chaetodon tallii Bleeker, 1854 = Chaetodon lineolatus Cuvier, 1831
202. Chaetodon taunigrum Cuvier, 1831 = Chaetodon trifasciatus Park, 1797
203. Chaetodon tearlachi Curtiss, 1938 = Chaetodon trifascialis Quoy & Gaimard, 1825
204. Chaetodon teatae Curtiss, 1938 = Heniochus chrysostomus Cuvier, 1831
205. Chaetodon teira Forsskål, 1775 = Platax teira (Forsskål, 1775)
206. Chaetodon tetracanthus Lacepède, 1802 = Scatophagus tetracanthus (Lacepède, 1802)
207. Chaetodon townleyi De Vis, 1884 = Parachaetodon ocellatus (Cuvier, 1831)
208. Chaetodon triangularis Rüppell, 1829 = Chaetodon trifascialis Quoy & Gaimard, 1825
209. Chaetodon tricolor Bloch, 1795 = Holacanthus tricolor (Bloch, 1795)
210. Chaetodon trifasciatus arabica Steindachner, 1899 = Chaetodon melapterus Guichenot, 1863
211. Chaetodon trifasciatus austriacus Rüppell, 1836 = Chaetodon austriacus Rüppell, 1836
212. Chaetodon trifasciatus caudifasciatus Ahl, 1923 = Chaetodon trifasciatus Park, 1797
213. Chaetodon trifasciatus klunzingeri Kossman & Räuber, 1877 = Chaetodon austriacus Rüppell, 1836
214. Chaetodon trifasciatus trifasciatus Park, 1797 = Chaetodon trifasciatus Park, 1797
215. Chaetodon triostegus Linnaeus, 1758 = Acanthurus triostegus (Linnaeus, 1758)
216. Chaetodon truncatus Kner, 1859 = Chelmonops truncatus (Kner, 1859)
217. Chaetodon tyrwhitti Bennett, 1830 = Abudefduf vaigiensis (Quoy & Gaimard, 1825)
218. Chaetodon ulietensis confluens Ahl, 1923 = Chaetodon ulietensis Cuvier, 1831
219. Chaetodon umbratus Cabrera, Pérez & Haenseler, 1857 = Brama brama (Bonnaterre, 1788)
220. Chaetodon unicolor Sauvage, 1880 = Prognathodes aculeatus (Poey, 1860)
221. Chaetodon unicornis Forsskål, 1775 = Naso unicornis (Forsskål, 1775)
222. Chaetodon unimaculatus interruptus Ahl, 1923 = Chaetodon interruptus Ahl, 1923
223. Chaetodon vagabundus jordani Ahl, 1923 = Chaetodon decussatus Cuvier, 1829
224. Chaetodon vagabundus pictus Forsskål, 1775 = Chaetodon pictus Forsskål, 1775
225. Chaetodon vespertilio Bloch, 1787 = Platax orbicularis (Forsskål, 1775)
226. Chaetodon vinctus Lay & Bennett, 1839 = Chaetodon bennetti Cuvier, 1831
227. Chaetodon virescens Cuvier, 1831 = Chaetodon kleinii Bloch, 1790
228. Chaetodon viridis Bleeker, 1845 = Chaetodon collare Bloch, 1787
229. Chaetodon vittatus Bloch & Schneider, 1801 = Chaetodon trifasciatus Park, 1797
230. Chaetodon zoster Bennett, 1831 = Hemitaurichthys zoster (Bennett, 1831)